# Crimson Glory
Crimson Glory ist eine Band, die 1982 in Sarasota, Florida gegründet wurde und dem US Power Metal oder dem Progressive Metal zugerechnet wird. Charakteristisch ist die sehr hohe Gesangslage des Sängers. Zwischen 1986 und 1999 veröffentlichte sie vier Alben und war u. a. mit Szenegrößen wie Metallica, Ozzy Osbourne, Queensrÿche, U.D.O., Doro und Anthrax auf Tour.

## Geschichte
Die Gruppe gründete sich 1982. Ben Jackson, Jeff Lords und Dana Burnell (anderer Name: Dana St. James) hatten bereits zuvor in einer Gruppe namens „Pierced Arrow“ zusammengearbeitet. Kurzzeitig führte die neugegründete Band den Namen „Beowulf“. Öffentliche Auftritte wurden zunächst nicht absolviert.
1986 erschien das selbstbetitelte Debütalbum, zunächst bei Par Records, dann bei Roadrunner Records. In der Folge traten Crimson Glory in Europa im Vorprogramm von Anthrax auf. Besondere Aufmerksamkeit erregten die silberfarbenen Masken, die die Bandmitglieder konsequent bei ihren Auftritten trugen.
1988 wurde das Folgealbum „Transcendence“ veröffentlicht, das im Morrisound-Recording-Studio aufgenommen worden war und bei MCA (USA) bzw. Roadrunner Records Europe (Europa) erschien. Es wurde von vielen Kritikern sehr positiv bewertet. Der Sound der Band hatte sich nunmehr verfestigt und wurde von Midnights gedoppeltem Gesang und seiner außerordentlich hohen Stimmlage geprägt. Konzeptionell schloss sich das Album nahtlos an seinen Vorgänger an. Die Bandmitglieder trugen jetzt nur noch Teilmasken, die aber immer noch einen großen Teil ihrer Gesichter bedeckten. Crimson Glory begleitete als Vorgruppe die Tourneen von Bands wie Ozzy Osbourne, Queensrÿche, U.D.O., Doro und wiederum Anthrax durch Nordamerika, Europa und Japan. Am Ende der Tourneephase verließen Gitarrist Ben Jackson und Schlagzeuger Dana Burnell die Band.
Trotz überwiegend positiver Reaktionen blieb Crimson Glory jedoch kommerziell wenig erfolgreich.
1991 erschien das dritte Album „Strange and Beautiful“ bei Atlantic Records. Der Stil hatte sich vollkommen gewandelt, das Bandkonzept war nun stark kommerziell ausgerichtet, das mystisch-geheimnisvolle Image sowohl musikalisch als auch optisch abgelegt worden. Die Band absolvierte eine Clubtour durch die USA, die mit einem gemeinsamen Auftritt mit Ozzy Osbourne, Soundgarden und Alice in Chains abgeschlossen wurde. Die radikal neue Ausrichtung gewann der Band jedoch nur wenig neue Anhänger, während sich eine Vielzahl der bisherigen Fans von Crimson Glory abwendete. Auch bei den Kritikern fiel das Album ganz überwiegend durch. Kurz vor Beginn der Tournee hatte Sänger Midnight die Band überraschend verlassen. Er wurde von David Van Landing (1964–2015, ehemals Tony MacAlpine) ersetzt. Eine geplante Japan-Tournee kam nicht mehr zustande, da sich die Band auflöste.
Drenning versuchte Crimson Glory umzubauen. Der Bandname wurde aufgegeben, unter den Namen „Crush“ und „Erotic Liquid Culture“ erschien jeweils ein Album. Musikalisch wurde darin die seit „Strange and Beautiful“ eingeschlagene Richtung weiterverfolgt. Keines dieser Projekte erlangte nennenswerte Aufmerksamkeit. Die Alben sind heute vergriffen.
1998 gründeten Drenning und Jackson die Band zusammen mit Sänger Wade Black neu. Das Album „Astronomica“, erschienen 1999, knüpfte stilistisch wieder an das ursprüngliche Konzept an. Steve Wacholz (vormals Savatage) wirkte auf dem Album nicht mit. Nach einer kurzen Tournee löste sich die Band jedoch erneut auf, die Mitglieder verfolgten verschiedene Soloprojekte.
Um 2005 gab die Band ihre erneute Neugründung bekannt und kündigte das Album „Metatron, Lucifer and the Divine Chaos“ an. Ferner sollte „Astronomica“, gesungen von Midnight, neu aufgelegt werden. 2006 und 2007 traten Crimson Glory auf verschiedenen Veranstaltungen mit Midnight und Wade Black auf, ohne dass jedoch das angekündigte Album erschienen war.
2007 trennte sich Crimson Glory von Midnight. Es gibt Hinweise darauf, dass er zu dieser Zeit mit Alkoholproblemen zu kämpfen hatte. Ein Polizeifoto von 2007 zeigt ihn in augenscheinlich schlechter gesundheitlicher Verfassung. Am 8. Juli 2009 verstarb Midnight im Alter von 47 Jahren an Nieren- und Leberversagen.
2010 formierte sich die Band, die bis dahin gelegentlich in wechselnden Besetzungen aufgetreten war, in der Urbesetzung neu und gab im April den Eintritt von Todd La Torre als Sänger bekannt. Anfang Mai 2010 wurden auf Youtube vier alte Crimson Glory-Titel mit LaTorres Gesang veröffentlicht.
2011 absolvierte die Band Auftritte in Europa, unter anderem auf dem Bang-Your-Head-Festival im schwäbischen Balingen. Dabei wurden ausschließlich Stücke der ersten beiden Alben gespielt.
Im Februar 2013 verkündete Todd La Torre seinen Ausstieg bei Crimson Glory. Er begründete dies mit der allgemeinen Passivität der Band.
Ende 2023 wurden zwei neue Singles namens "Triskaideka" und "Indelible Ashes" angekündigt. Erstere erschien Anfang 2024 auf dem YouTube-Kanal von Dana Burnell und wird mit neuem Merch auf der offiziellen Bandwebseite zum Verkauf angeboten. Jon Drennings familiäre Situation ließ sich mit dem Voranschreiten der Band nicht mehr vereinbaren, sodass auf dem neuen Song Mark Borgemeyer an der Gitarre zu hören ist. Den Gesang übernahm Travis Willis, der auch bei der Progressive-Metal-Band Infidel Rising singt. Ebenso wurde im Frühjahr 2024 ein neues Album angekündigt, das noch 2025 erscheinen soll. Der erste Auftritt mit dieser neuen Besetzung fand im Oktober 2024 auf dem Keep It True Rising IV in Würzburg statt. Dort wurde zum ersten Mal ein neuer Song mit Titel "Chasing the Hydra" vorgestellt.
Auf dem Rock Hard Festival 2025 in Gelsenkirchen kündigte Keyboarder John Zahner an, dass dies sein letzter Auftritt mit der Band sei. Zahner spielte Keyboard  auf dem Album Transcendence und anschließend bei etlichen Liveauftritten der Band.

## Diskografie

### Alben
- 1986: Crimson Glory
- 1988: Transcendence
- 1991: Strange and Beautiful
- 1999: Astronomica

### EPs
- 2000: War of the Worlds

### Singles
- 1986: Dream Dancer
- 1988: Lady of Winter
- 1988: Lonely
- 1991: Promise Land
- 1991: Song For Angels
- 1991: The Chant
- 2012: Garden of Shadows
- 2024: Triskaideka

## Rezeption
Die Enzyklopädie Prog Archives verglich den Stil der ersten beiden Alben mit dem von Iron Maiden und Queensrÿche, wobei auf allzu komplexe Kompositionen verzichtet werde. Die beiden folgenden Alben seien allerdings verzichtbar. Strange and Beautiful werde nur dem ersten Teil des Titels gerecht, und Astronomica sei ein schwacher Versuch, an die früheren Glanzzeiten anzuknüpfen.

## Trivia
- Das Album-Artwork von Transcendence wurde ursprünglich von Takashi Terada für ein japanisches Poster des Films "Lifeforce" (1985) entworfen. Die Gestalt auf dem Cover soll Hauptdarstellerin Mathilda May darstellen.